# Ernst Stieringer
Ernst Stieringer (* 23. Juni 1891 in Zerbst/Anhalt; † 23. Juli 1975) war ein deutscher Vizeadmiral (Ing.) der Kriegsmarine.

## Leben
Ernst Stieringer trat am 1. Oktober 1910 in die Kaiserliche Marine ein. Später war er bis Oktober 1914 Leitender Ingenieur auf dem Sperrverkehrsfahrzeug A Lister Tief und ging dann bis September 1915 auf das Torpedoboot S 35. Anschließend war er für ein Jahr in der II. Werft-Division. Von September 1916 bis Januar 1917 besuchte er die U-Boots-Schule. Bis Kriegsende war er als Leitender Ingenieur auf UB 51. Mit RDA vom 16. Juli 1917 wurde er zum Marine-Ingenieur im Rang eines Leutnants zur See.
Nach dem Krieg schloss er sich dem Freikorps an und war u. a. in der Marine-Brigade von Loewenfeld. Am 8. März 1920 wurde er zum Oberleutnant (Ing.) ernannt.
Später wurde er in die Reichsmarine übernommen. Es folgten am 1. Mai 1922 seine Beförderung zum Kapitänleutnant (Ing.) und am 1. Mai 1929 zum Korvettenkapitän (Ing.). 1931 war er Leitender Ingenieur auf der Köln.
Am 1. Oktober 1935 wurde er zum Kapitän zur See (Ing.) befördert und war 1936 Stationsingenieur bei der Marinestation der Nordsee. Anschließend wurde er am 1. November 1938 Inspekteur der Wehrwirtschaftsinspektion XI (Hannover), welche später zur Rüstungsinspektion umgegliedert wurde. Am 1. Januar 1940 wurde Stieringer in dieser Position zum Konteradmiral (Ing.) befördert und gab das Kommando als Vizeadmiral (Ing.) (Beförderung am 1. April 1942) Ende Februar 1944 ab. Eigentlich sollte er als Nachfolger von Vizeadmiral Witold Rother Werftkommandant der Kriegsmarinewerft von St. Nazaire werden, was aber durch die kriegsbedingte Schließung der Kriegsmarinewerft verhindert wurde. So war er von Januar 1945 bis April 1945 Beauftragter und Bevollmächtigter des Führers für Kraftfahrzeugeinsatz und -erfassung.
Mit einem Schreiben vom 17. Januar 1946 an Carl Martin Dolezalek gab Stieringer an, dass Dolezalek nicht durch die NSDAP, sondern durch ihn in der Funktion als Rüstungsinspekteur zum Wehrwirtschaftsführer ernannt worden war. Mittels dieser Leumund-Zeugnisse wurde Dolezalek am 15. Juni 1949 vom Hauptausschuss für Entnazifizierung „als entlastet in der Kategorie 5“ eingestuft.